# Evektion
Evektion er den største ujævnhed i Månens bane omkring Jorden og skyldes, at Solen trækker i middel 2,26 gange mere i Månen end Jorden gør.
Denne påvirkning var kendt allerede af Claudius Ptolemy i det andet århundrede efter Jesu fødsel. Han kaldte det for "Månens anden Anomali".
Betegnelsen evektion blev skabt i det 17. århundrede af Ismaël Bullialdus, i dennes egne ikke succesfulde forsøg på at fastlægge en teori derfor.
Over en periode på cirka 31,8 døgn befinder Månen sig i op til ~1,274° længere henholdsvis fremme eller bagud i sin bane i forhold til den jævne excentriske bevægelse.
Den øjeblikkelige evektion kan beregnes som:
{\displaystyle E=+\sin(2M-P)\cdot 1,274014^{\circ }}
Hvor M er Månens vinkel i forhold til Solen set fra Jorden (0° = nymåne og 180° = fuldmåne, etc.),
og hvor P er Månens vinkelgrad i forhold til Perigæum, som er der hvor Månen er nærmest Jorden. 
Den synodiske periode M varer i gennemsnit 29,530588 døgn. Det giver en vinkeldrejning på 360 / 29,530588 = 12,19074947° pr. døgn.
Den anomalistiske periode P varer i gennemsnit 27,55455 døgn. Det giver en vinkeldrejning på 360 / 27,55455 = 13,0649929° pr. døgn.
Evektionens samlede gennemsnitlige varighed kan således beregnes:
{\displaystyle {\frac {360}{2\cdot 12,19074947-13,0649929}}=31,81193901} døgn

Eksempel: 24. august 2011 klokken 11:00:00 (dansk sommertid):
Antal døgn siden 1. januar 2000 klokken 00:00:00 (normaltid) = 4.253,5 døgn

{\displaystyle M=\left(291,2469474+12,19074947\cdot 4253,5-{\frac {39,1665\cdot 4253,5^{2}}{1.000.000.000}}\right)\%360=303,8912075^{\circ }}

{\displaystyle P=\left(127,8860488+13,0649929\cdot 4253,5-{\frac {25,2871\cdot 4253,5^{2}}{1.000.000.000}}\right)\%360=259,3758481^{\circ }}

{\displaystyle E=\sin(2\cdot 303,8912075-259,3758481)\cdot 1,274014=-0,25603305^{\circ }}

Det betyder, at på dette tidspunkt er Månen ~0,256° bagud i sin bane.
Det skal siges, at metoden kun er tilnærmelsesvis korrekt. I virkeligheden følger udsvingene ikke præcis en sinuskurve men derimod Keplers love.